# Drusjina
Drusjina (russisk: дружи́на, polsk: drużyna) var i middelalderens Rusland og i det tidlige Polen en fyrstes (knjaz') følge. Drusjinaen havde funktion som fyrstens livgarde og var således en militær enhed. Ordet kommer fra det slaviske ord drug (друг) i betydningen "følge", "frænde", "ven".

## Tidlige Rus'
I det tidlige Rus' hjalp drusjinaen fyrsten med at administrere dennes fyrstedømme og udgjorde områdets militære magt. Drusjinaen bestod i begyndelse af væringer, hvis fyrster overtog kontrollen med områderne i det 9. århundrede. Senere blev også medlemmer af det slaviske aristokrati optaget i drusjinaen. Organisationen af drusjinaen ændrede sig over tid indtil systemet ophørte i 1500-tallet.
Drusjinaen bestod af to grupper: Seniormedlemmerne, senere kaldet bojarerne, og juniormedlemmerne. Bojarerne var fyrstens nærmeste rådgivere og havde høje embeder i staten. Juniormedlemmerne var fyrstens livvagter og soldater. Medlemmerne var afhængige af fyrstens betalinger for deres tjeneste, men de kunne frit forlade drusjinaen og gå i tjeneste hos en anden fyrste. Fyrsterne havde følgelig en interesse i at behandle medlemmerne godt, herunder at give god hyre, dele krigsbytte og skatter med dem og eventuelt give bojarerne rettigheder til land, herunder at opkræve skatter i de tildelte landområder.

## Polen
Ibrahim ibn Yaqub, der rejste i Centraleuropa i 961–62 beskrev, at fyrst Mieszko 1. af Polen havde en drużyna på 3.000 mand betalt af fyrsten.
Arkæologiske fund ved gravpladser i omegnen af of the gord of Ostrów Lednicki, nær Poznań, har vist funder efter vikinger i området i 900-tallet, hvilket indikerer, at vikingerne spillede en væsentlig rolle i Mieszko 1.'s drużyna. Mieszko 1. anses som Polens grundlægger, og han giftede sin datter Świętosława til den danske konge Svend Tveskæg. Mieszkos datter tog navnet Sigrid Storråde og fødte Knud den Store.

## References
1. ↑  Opslag "Drusjina" i Den Store Danske
2. ↑  "Online Etymology Dictionary". www.etymonline.com. Hentet 13. maj 2017.
3. ↑  Zeno. "Drushine". www.zeno.org. Hentet 13. maj 2017.
4. ↑  "druzhina - Russian history". Hentet 13. maj 2017.
5. ↑  "Kievan Rus - historical state". Hentet 13. maj 2017.
6. ↑  "Druzhina". Hentet 13. maj 2017 – via The Free Dictionary.
7. ↑  "Ibrāhīm ibn Ya‛qūb al-Isrā’īlī al-Ṭurṭūshī," by Lutz Richter-Bernburg, in: The Oxford Companion to World Exploration, David Buisseret, editor-in-chief, 2 vols., Oxford UP 2007, I:402b-403b